# Thomas Chabert
Thomas Chabert, ab 1813 von Chabert, ab 1840 Ritter von Ostland (* 1766 in Konstantinopel; † 13. März 1841 in Wien), war ein österreichischer Orientalist.

## Biographie
Chabert entstammte einer in Pera ansässigen Familie levantinischer Dragomanen ursprünglich französischer Herkunft. Sein Vater Jean-Joseph (1727–1789) war Dragoman der Königreiche Polen und Sizilien, seine Mutter Lucie Tomagian eine katholische Armenierin. 1779 wurde Thomas Chabert in die Orientalische Akademie in Wien aufgenommen. 1785 übernahm er an derselben Einrichtung eine Professur für orientalische Sprachen, die er bis 1817 innehatte. Neben orientalischen Sprachen wie Türkisch und Persisch unterrichtete er aber auch Italienisch und Französisch. Ab 1793 diente der vielseitig gebildete Chabert zudem als Sekretär bei den niederösterreichischen Landrechten, wo er u. a. als Griechisch-Übersetzer in Erscheinung trat. 1813 wurde er von Franz II. in den erbländischen Adelsstand nobilitiert. 1840 erfolgte die Erhebung in den Ritterstand mit dem Prädikat von Ostland.
Mit Joseph von Hammer-Purgstall, der 1789 in die Orientalische Akademie eintrat, pflegte Chabert eine enge Zusammenarbeit, die in orientalistischen Studien ihren Niederschlag fand. Chabert publizierte diverse bedeutende Arbeiten auf Deutsch, Französisch und Italienisch, darunter auch Übersetzungen von Latîfî und Aşık Çelebi. Auf der Grundlage des Grammatikbuchs von Franciscus à Mesgnien Meninski, das von Adam František Kollár ediert worden war, verfasste Chabert eine 1789 veröffentlichte Kurze Anleitung zur Erlernung der türkischen Sprache für Militär Personen. Ein für seine Schüler in der osmanischen Schriftsprache verfasstes Theaterstück (1810 gedruckt) gilt als eines der ersten Theaterstücke in türkischer Sprache.